# Peter Runggaldier
Peter Runggaldier (* 29. Dezember 1968 in Brixen) ist ein ehemaliger italienischer Skirennläufer aus Südtirol. Er war in den 1990er Jahren in den Disziplinen Abfahrt und Super-G einer der besten Skirennfahrer. 

## Biografie
Runggaldier gewann zwei Weltcuprennen im Super-G und erreichte über zehn Podestplätze, unter anderem auf den Abfahrtsstrecken in Kitzbühel (Streif), St. Anton, Wengen (Lauberhorn) und Garmisch-Partenkirchen (Kandahar). Seine größten Erfolge waren eine Silbermedaille in der Abfahrt bei den Weltmeisterschaften 1991 in Saalbach-Hinterglemm (hinter Franz Heinzer) und der erste Rang im Super-G-Weltcup der Saison 1994/95. In den Jahren 1991 und 1997 wurde er Italienischer Meister im Super-G.
Im März 2000 trat Runggaldier vom Profisport zurück. Er lebt in Wolkenstein in Gröden. Seine Tochter Teresa Runggaldier ist ebenfalls als Skirennläuferin tätig.

## Erfolge

### Olympische Spiele
- Lillehammer 1994: 12. Abfahrt, 15. Super-G
- Nagano 1998: 19. Super-G

### Weltmeisterschaften
- Saalbach 1991: 2. Abfahrt, 7. Kombination
- Morioka 1993: 36. Abfahrt
- Sierra Nevada 1996: 8. Abfahrt, 11. Super-G
- Sestriere 1997: 9. Super-G, 12. Abfahrt
- Vail/Beaver Creek: 14. Super-G

### Weltcupwertungen
Peter Runggaldier gewann einmal die Disziplinenwertung im Super-G.
| Saison  | Gesamt | Gesamt | Abfahrt | Abfahrt | Super-G | Super-G | Kombination | Kombination |
| Saison  | Platz  | Punkte | Platz   | Punkte  | Platz   | Punkte  | Platz       | Punkte      |
| ------- | ------ | ------ | ------- | ------- | ------- | ------- | ----------- | ----------- |
| 1988/89 | 42.    | 23     | 26.     | 10      | 15.     | 13      | –           | –           |
| 1989/90 | 28.    | 56     | 27.     | 10      | 8.      | 37      | 9.          | 9           |
| 1990/91 | 38.    | 35     | 16.     | 23      | 29.     | 3       | 7.          | 9           |
| 1991/92 | 123.   | 18     | 47.     | 18      | –       | –       | –           | –           |
| 1992/93 | 42.    | 205    | 14.     | 188     | 51.     | 17      | –           | –           |
| 1993/94 | 29.    | 284    | 12.     | 248     | 23.     | 36      | –           | –           |
| 1994/95 | 18.    | 403    | 25.     | 71      | 1.      | 332     | –           | –           |
| 1995/96 | 14.    | 500    | 7.      | 261     | 5.      | 239     | –           | –           |
| 1996/97 | 36.    | 278    | 22.     | 97      | 9.      | 181     | –           | –           |
| 1997/98 | 31.    | 300    | 17.     | 169     | 9.      | 131     | –           | –           |
| 1998/99 | 39.    | 169    | 20.     | 115     | 23.     | 54      | –           | –           |
| 1999/00 | 34.    | 249    | 16.     | 156     | 19.     | 93      | –           | –           |

### Weltcupsiege
| Datum            | Ort       | Land   | Disziplin |
| ---------------- | --------- | ------ | --------- |
| 26. Februar 1995 | Whistler  | Kanada | Super-G   |
| 3. März 1996     | Happo One | Japan  | Super-G   |

### Juniorenweltmeisterschaften
- Bad Kleinkirchheim 1986: 3. Kombination, 7. Riesenslalom, 10. Abfahrt, 20. Slalom